# Кирилов, Иван Петрович
Ива́н Петро́вич Кири́лов (1821, Ялуторовск, Российская империя — 11 сентября 1842, Арзамас, Российская империя) — русский ботаник, сопровождавший в путешествиях на Алтай, Тарбагатай и в Джунгарию учёного натуралиста и путешественника Г. С. Карелина.

## Биография
Его биография малоизвестна.
Карелин познакомился с Кириловым в 1838 году, когда тот был студентом Санкт-Петербургского университета, и не только пригласил его с собой, но принял на своё попечение. Молодой человек стал постоянным спутником, помощником в научных трудах своего наречённого отца и членом его семьи.
Кирилов скончался при загадочных обстоятельствах осенью 1842 года в Арзамасе Нижегородской губернии, возвращаясь из экспедиции из Оренбурга в Москву. При этом пропали письма Карелина и экспедиционные материалы.
Печатные труды по алтайской и туркестанской флоре сделаны совместно Карелиным и Кириловым.

## Память
В честь Кирилова назван род растений Kirilowia Bunge (1843) [= Bassia All.] и несколько видов:
- Allium kirilovii N.Friesen & Seregin (2015)
- Astragalus kirilovii Podlech (1999), nom. nov. [≡ Astragalus intermedius Kar. & Kir. (1842) non Host (1831)]
- Carex kirilovii Turcz. (1855) [= Carex pediformis C.A.Mey.]
- Festuca kirelowii Steud. (1854) [= Festuca rubra L.]
- Gentiana kirilowii Turcz. (1861)
- Halimocnemis kirilowii Fenzl ex Ledeb. (1851) [= Pyankovia affinis (C.A.Mey. ex Schrenk) Mosyakin & Roalson]
- Hypericum kirilowii Sennikov (1996) [= Hypericum apricum Kar. & Kir.]
- Lepidium kirilowii Trautv. (1860) [= Lepidium karelinianum Al-Shehbaz]
- Pyrethrum kirilowii Turcz. ex DC. (1838) [≡ Tridactylina kirilowii (Turcz. ex DC.) Sch.Bip.]
- Salix kirilowiana Stschegl. (1854)
- Scrophularia kiriloviana Schischk. (1955), nom. nov. [≡ Scrophularia pinnata Kar. & Kir. (1842) non Mill. (1768)]
- Sedum kirilowii Regel (1859) [≡ Rhodiola kirilowii (Regel) Maxim.]
- Senecio kirilowii Turcz. ex DC. (1838) [≡ Tephroseris kirilowii (Turcz. ex DC.) Holub]